# Лагос (аеропорт)
06°34′38″ пн. ш. 003°19′16″ сх. д. / 6.57722° пн. ш. 3.32111° сх. д.
Міжнародний аеропорт імені Муртали Мухаммеда — головний міжнародний аеропорт Нігерії, один з найбільших аеропортів в Африці. Міжнародний код ІАТА: LOS; код ІКАО: DNMM. офіційно відкритий 15 березня 1979.
Аеропорт розташований в Ікеджі, північному передмісті Лагоса, і має термінали для внутрішніх та міжнародних ліній. З пасажиропотоком 5 млн на рік, аеропорт забезпечує майже п'ятдесят відсотків всіх повітряних перевезень Нігерії, причому більшість міжнародних повітряних перельотів здійснюється саме звідси. Аеропорт недавно був модернізований, також було споруджено новий термінал.

## Галерея

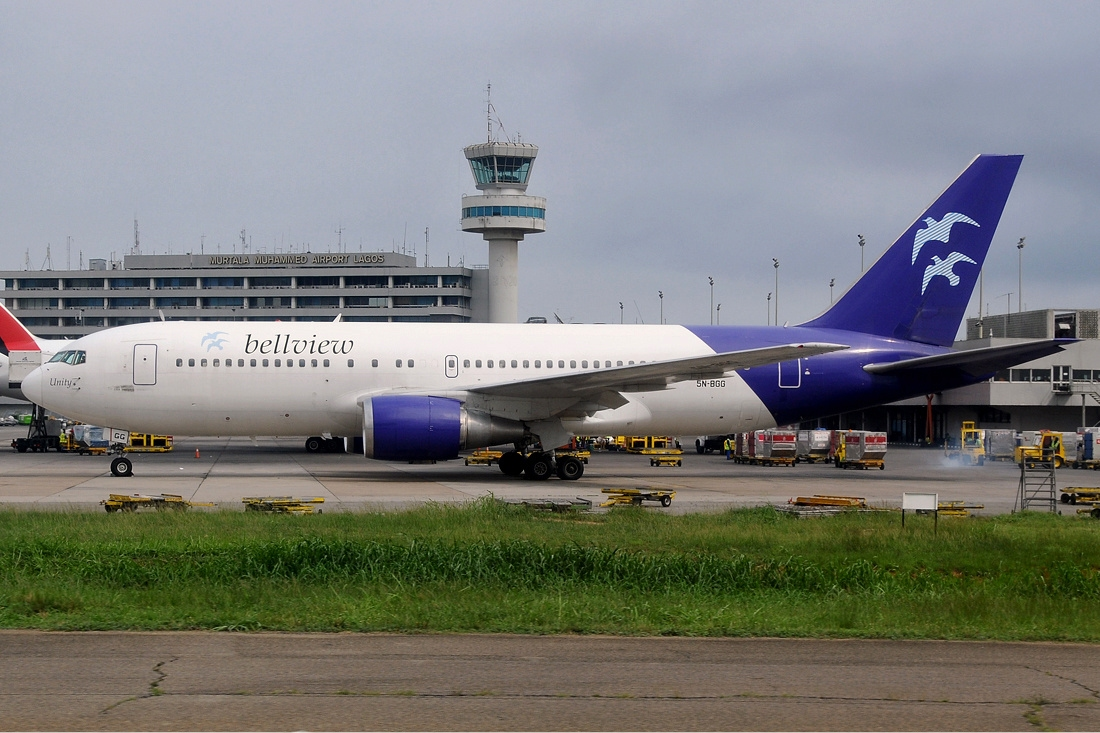
Boeing 767-200ER компанії Bellview Airlines
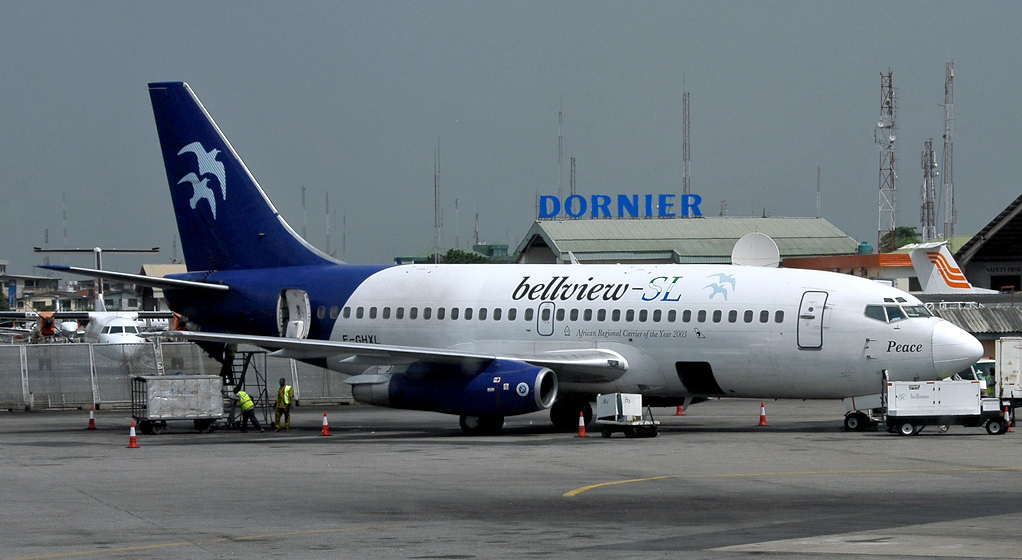
Boeing 737-200
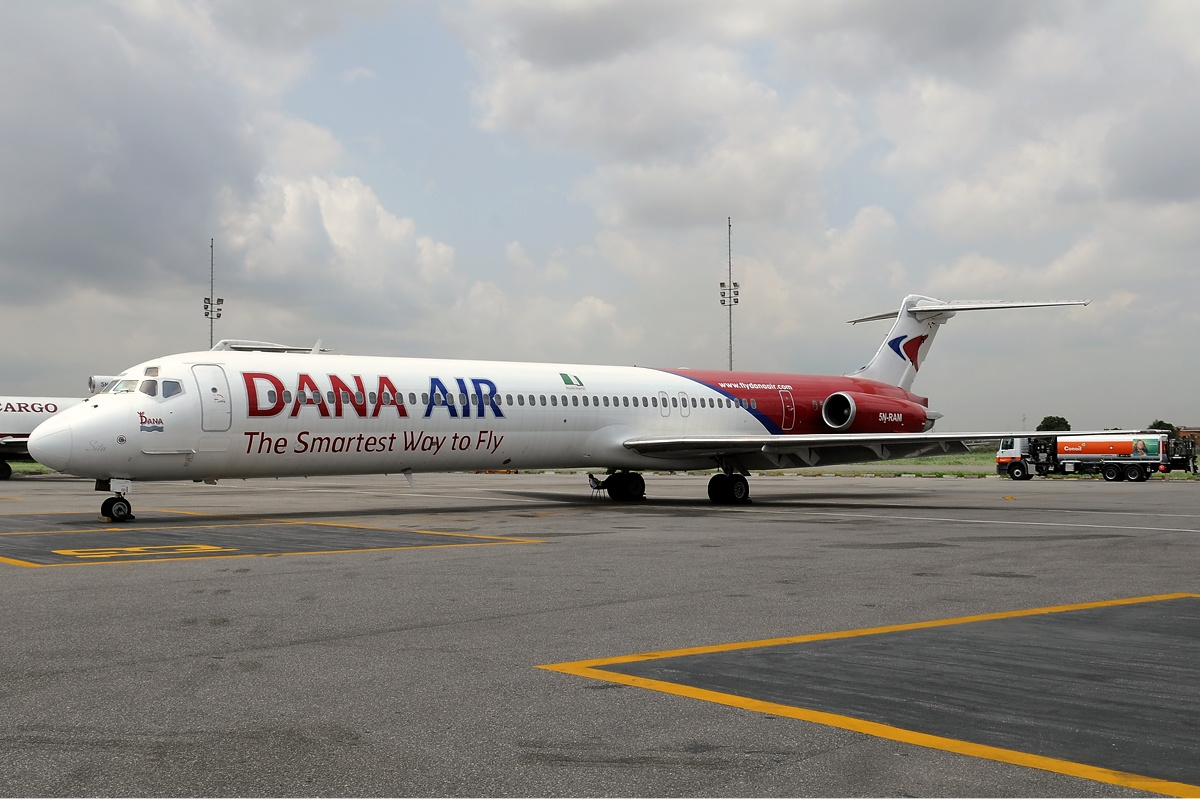
McDonnell Douglas MD-83
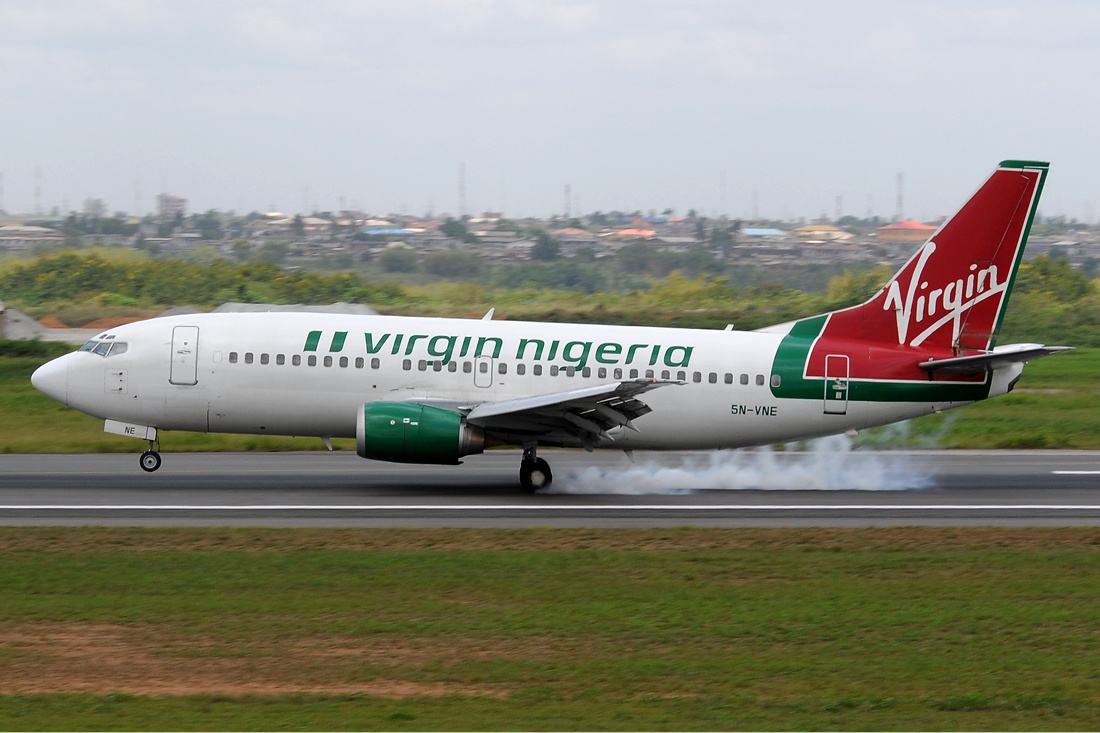
Boeing 737-300 компанії Virgin Nigeria